# Durazno
Pour les articles homonymes, voir Durazno (homonymie).
Le département de Durazno est situé dans le centre de l'Uruguay.

## Géographie
Le département se situe au centre du pays, il est entouré par et est séparé d'elle par le département de Tacuarembó au nord, par le Cerro Largo à l'est, au sud, il est limité par ceux de Florida  et de Flores, au nord ouest il y a le Río Negro et au sud est, il a une frontière commune avec le Treinta y Tres.
Dans la région nord, le sol est très humide et est au niveau du río Negro (rivière Noire) et du río Yí qui forment un lac artificiel (il y a un barrage).
Pour ce qui concerne l'altitude, on distingue trois zones : la première est la périphérie du département qui n'excède pas 100 m de haut, la seconde qui est la partie centrale du pays a une altitude de 100 à 200 m et enfin, la troisième qui se situe dans l'est du département, là où le río Yí prend sa source dans la cuchilla Grande de Durazno, l'altitude est de 200 à 300 m.
Les villes importantes sont Durazno (la capitale) avec ses 30 529 habitants, puis Sarandí del Yí (6 659 habitants) et Villa del Carmen (2 275 habitants).

## Histoire
Le département a été formé en 1822. Son premier nom était Entre Ríos Yí y Negro. La ville de Durazno fut la première capitale du pays.

## Population

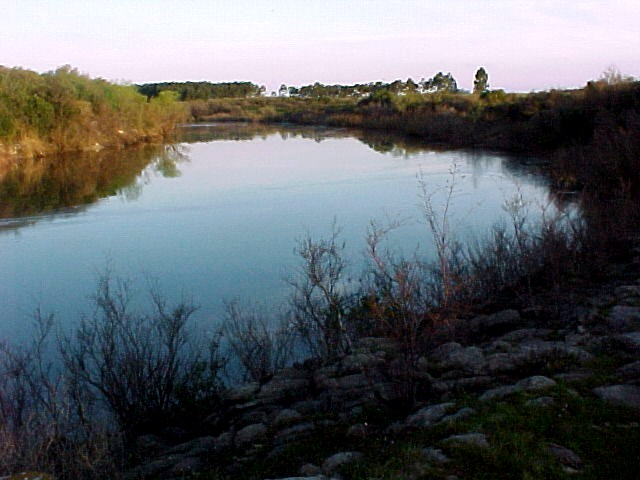
Le fleuve Yí.

### Villes les plus peuplées
Selon le recensement de 2004,.
| Ville              | Population |
| ------------------ | ---------- |
| Durazno (capitale) | 33 576     |
| Sarandí del Yí     | 7 289      |
| Villa del Carmen   | 2 661      |
| La Paloma          | 1 547      |
| Santa Bernardina   | 1 333      |
| Blanquillo         | 1 162      |
| Cerro Chato        | 1 099      |
| Carlos Reyles      | 1 039      |
| Centenario         | 1 038      |

### Autres villes
| Ville             | Population |
| ----------------- | ---------- |
| San Jorge         | 545        |
| Baygorria         | 245        |
| Aguas Buenas      | 110        |
| Ombúes de Oribe   | 108        |
| Feliciano         | 70         |
| Rossell y Rius    | 59         |
| Pueblo de Álvarez | 51         |

## Économie
L'élevage est vital pour le département puisque 97 % de la superficie exploitable en est utilisée pour les bovins et plus particulièrement les ovins pour leur laine. La terre est peu fertile ce pourquoi l'agriculture est limitée à des secteurs vitaux comme le maïs, le blé et le tournesol, il y a aussi des vignes sur les hauteurs de la ville El Carmen

L'industrie très faible, il n'y a que quelques moulins et entrepôts. Le département tire son énergie des barrages hydroélectriques de Gabriel Terra sur le Rincón del Bonete et le Rincón de Baygorria.